# Sperenzien
Sperenzien (Diminutiv: Sperenzchen) ist ein umgangssprachlicher Ausdruck für Argumente oder Handlungen, mit denen jemand eine Verzögerung oder Behinderung eines Vorhabens verursacht in der Hoffnung (lateinisch sperantia), das Vorhaben zu verhindern. Das Wort ist ein Pluraletantum.

## Synonyme
Der Ausdruck wird synonym für Ausflüchte oder Schwierigkeiten oft in der Form „mach doch keine Sperenzien“ oder „er/sie macht Sperenzien“ verwendet. 
Umgangssprachliche Synonyme sind Umstände, Fisimatenten, Mätzchen, Zicken. Der Ausdruck wird nicht nur auf Personen bezogen, sondern auch für Gegenstände verwendet: „Der Motor macht Sperenzien“ (der Motor läuft nicht rund).

## Etymologie
Das Wort ist volksetymologisch abgeleitet von lateinisch sperantia bzw. französisch espérance, der Hoffnung oder Erwartung, dass die Sperenzien die gewünschte Wirkung haben.
Möglicherweise ist das Wort kontaminiert mit sich sperren.